# Dansk Melodi Grand Prix 2011
Dansk Melodi Grand Prix 2011 var den 40:e upplagan av Dansk Melodi Grand Prix, och avgjorde som vanligt vem som kom att representera Danmark vid Eurovision Song Contest, som 2011 hålls i Düsseldorf, Tyskland. Tävlingen hölls den 26 februari i Ballerup Super Arena i Ballerup. Tävlingen sändes även på DR1. Programledarna meddelades den 11 december 2010 och blev Felix Smith tillsammans med Lise Rønne.
Låtar till tävlingen kunde skickas in fram till den 27 september 2010. Deltagarna måste ha danskt medborgarskap, eller motsvarande, anknytning till Danmark. Det fanns inga restriktioner angående vilket språk som bidraget skulle framföras på.
En hemlig jury valde ut sex bidrag till den nationella uttagningen, medan TV-bolaget valde ut ytterligare fyra bidrag. Den 27 september 2010 meddelade DR att 663 bidrag skickats in till tävlingen, en ökning med 101 bidrag mot föregående år. 15 oktober meddelade DR att tävlingen kom att hållas den 26 februari 2011 i Ballerup Super Arena i Köpenhamn.

## Final
| Nr  | Artist               | Låt                      | Text & musik                                                                  | Placering |
| --- | -------------------- | ------------------------ | ----------------------------------------------------------------------------- | --------- |
| 1.  | Anne Noa             | "Sleepless"              | John Gordon, Peter Bjørnskov, Lene Dissing                                    | SF        |
| 2.  | Jenny Berggren       | "Let Your Heart Be Mine" | Jeppe Federspiel, Thomas G:son, Lars Sjelle                                   |           |
| 3.  | Jeffrey              | "Drømmen"                | Lasse Lindorff, Svend Gudiksen, Daniel Fält, Kim Nowak-Zorde                  |           |
| 4.  | Le Freak             | "25 Hours a Day"         | Thomas G:son, Henrik Sethsson, Erik Bernholm                                  | SF        |
| 5.  | Sine Vig             | "You'll Get Me Through"  | Hanif Sabzevari, Henrik Janson                                                |           |
| 6.  | Stine Kinck          | "Hvad hjertet lever af"  | Søren "Pharfar" Schou, Rasmus Allin, Andreas "Fresh-I" Keilgaard, Stine Kinck | SF        |
| 7.  | Lee Hutton           | "Hollywood Girl"         | Sune Haansbæk, Matilde Kühl, Ian Mack                                         |           |
| 8.  | Christopher Brandt   | "Emma"                   | Christopher Brandt, Sisse Marie Søby                                          |           |
| 9.  | Kat & Justin Hopkins | "Black and Blue"         | Patric Jonsson, Joacim Övrenius, Justin Hopkins                               |           |
| 10. | A Friend in London   | "New Tomorrow"           | Lise Cabble, Jakob Glæsner                                                    | SF        |

SF = Vidare till superfinal

### Superfinal
De fyra populäraste bidragen i finalen röstades fram till en superfinal med två dueller. Anne Noa ställdes mot Stine Kinck och A Friend In London ställdes mot Le Freak.

#### Runda 1
| Artist      | Bidrag                  | Plats |
| ----------- | ----------------------- | ----- |
| Anna Noa    | "Sleepless"             | 1     |
| Stine Kinck | "Hvad hjertet lever af" | 2     |

#### Runda 2
| Artist             | Bidrag           | Plats |
| ------------------ | ---------------- | ----- |
| A Friend In London | "New Tomorrow"   | 1     |
| Le Freak           | "25 Hours A Day" | 2     |

#### Superfinal - final
| Artist             | Bidrag         | Plats |
| ------------------ | -------------- | ----- |
| A Friend In London | "New Tomorrow" | 1     |
| Anna Noa           | "Sleepless"    | 2     |